# Keum Ji-hyeon
Keum Ji-hyeon (kor. 금지현; * 17. März 2000 in Ulsan) ist eine südkoreanische Sportschützin.

## Erfolge
Keum Ji-hyeon vertrat Südkorea bei den Asienspielen 2018 in Jakarta, wo sie mit dem Luftgewehr den neunten Platz belegte. In der Mannschaftskonkurrenz mit dem Luftgewehr sicherte sich Keum im selben Jahr bei den Weltmeisterschaften in Changwon den Titelgewinn. Ein Jahr darauf wurde sie in Doha im Mixed mit dem Luftgewehr an der Seite von Choo Byoung-gil Asienmeisterin. Im Einzel erreichte sie den sechsten Rang. 2022 folgte mit der Luftgewehr-Mannschaft der Gewinn der Silbermedaille bei den Asienmeisterschaften in Daegu. Außerdem gelangen ihr 2022 mit dem Luftgewehr die ersten Weltcupsiege: Im Mixed gewann sie den Weltcup in Baku, mit der Mannschaft siegte sie in Changwon. Ihren ersten Weltcup im Einzel gewann sie 2024 in Baku.
Bei den Olympischen Spielen 2024 in Paris ging Keum in zwei Konkurrenzen mit dem Luftgewehr an den Start. Im Einzel verpasste sie als Neunte mit 630,9 Punkten knapp das Finale der besten acht Schützinnen. Im Mixed startete sie mit Park Ha-jun und belegte mit ihm in der Qualifikation mit 631,4 Punkten den zweiten Platz. Damit zogen die beiden ins Duell um die Goldmedaille ein, in dem sie den Chinesen Huang Yuting und Sheng Lihao mit 12:16 unterlagen und somit die Silbermedaille erhielten.